# Giacomo Conti
Giacomo Luigi Conti, född 24 juni 1918, död 8 juli 1992, var en italiensk bobåkare.
Conti blev olympisk guldmedaljör i tvåmansbob vid vinterspelen 1956 i Cortina d'Ampezzo.